# Томографія (геофізика)
Томографія в геофізиці – вивчення внутр. структури геологічних об'єктів шляхом багаторазового їх просвічування і дослідження особливостей проходження через них електромагнітних і пружних (сейсмічних і інш.) хвиль в різних напрямках, які перетинаються. 

## Загальний опис
За видом проміння, яке просвічує, розрізняють електроно-магнітну Т. (напр. рентгенівську, гамма-Т. і магнітну Т., ядерно магнітно-резонансну Т.), пучкову Т. (напр., протонну), а також ультразвукову та ін. За допомогою Т. одержують зображення товщиною до 2 мм. Найбільш розробленою є рентгенівська Т.
При проведенні томографічних досліджень за методикою просвічування джерела поля розміщують в свердловинах, штольнях і на поверхні по різні боки від об'єкта, що вивчається. 
Джерелом електромагнітних коливань (5-10 МГц) служать ґенератори з направленими антенами, сейсмічні хвилі (сотні Гц) – вибухи невеликих зарядів ВР або електроіскрові розряди в заповнених водою свердловинах. Для прийому електромагнітних коливань використовуються антени, сейсмічних хвиль – стандартні сейсмоприймачі (на поверхні) і спец. зонди (в свердловинах).

## Застосування
Томографія застосовується також в:
- інж.-геол. дослідженнях для детального вивчення механічних властивостей гірських порід,
- локалізації ослаблених ділянок,
- визначення міри тріщинуватості гірських порід,
- виявлення підземних пустот (карст, залишені гірничі виробки),
- контролю напружено-деформованого стану великих гідротехн. об'єктів;
- в гідрогеології і екології – для спостереження за просуванням фронту заражених вод;
- при розробці родов. нафти і вугілля – для оперативного контролю видобутку нафти і вугілля, газифікації вугілля;
- в рудній  геофізиці – для детального дослідження структури рудних тіл.

Томографія використовується також в сейсмології для вивчення внутр. будови Землі, при цьому джерелами сейсмічних хвиль служать далекі землетруси.